# Nikólaos Moustroúfis
 Nikólaos « Níkos » Moustroúfis (grec moderne : Νικόλαος «Νίκος» Μουστρούφης), né le 14 février 1959 à Athènes, est un joueur de squash représentant la Grèce. Il atteint en mars 2007 la 198e place mondiale sur le circuit international, son meilleur classement. Il est champion de Grèce à huit reprises entre 1983 et 1995.

## Biographie
Nikólaos Moustroúfis joue sporadiquement sur le PSA World Tour à partir de 1995. Sa plus haute place au classement mondial est atteinte avec le 198e rang en mars 2007. Il participe avec l'équipe nationale grecque aux championnats du monde en 1995 et a également fait partie de l'équipe grecque lors de vingt championnats d'Europe par équipes. Il est devenu champion de Grèce à huit reprises entre 1983 et 1995.
En 1982, il obtient un diplôme d'architecture à l'université polytechnique nationale d'Athènes, suivi d'études complémentaires en études énergétiques à l'Architectural Association School of Architecture. Depuis 1986, il dirige un bureau d'architecture à Chalándri avec son frère et son fils.

## Palmarès

### Titres
- Championnats de Grèce : 8 titres (1983,1985,1987,1988,1991,1992,1994,1995)